# منتخب إندونيسيا تحت 17 سنة لكرة القدم
منتخب إندونيسيا تحت 17 سنة لكرة القدم (بالإندونيسية:Tim nasional sepak bola U-17 Indonesia)، هي منتخب قومي لكرة القدم لمن يلعب تحت 17 سنة، حيث لم تشارك لبطولة كأس العالم تحت 17 سنة، وأكتفت بالحصول على الميدالية البرونزية لدورة الألعاب في جنوب شرق آسيا سنة 2002م.

## سجل التنافس

### كأس العالم تحت 17 سنة لكرة القدم
| سجل كأس العالم تحت 17 سنة لكرة القدم النهائي | سجل كأس العالم تحت 17 سنة لكرة القدم النهائي       | سجل كأس العالم تحت 17 سنة لكرة القدم النهائي       | سجل كأس العالم تحت 17 سنة لكرة القدم النهائي       | سجل كأس العالم تحت 17 سنة لكرة القدم النهائي       | سجل كأس العالم تحت 17 سنة لكرة القدم النهائي       | سجل كأس العالم تحت 17 سنة لكرة القدم النهائي       | سجل كأس العالم تحت 17 سنة لكرة القدم النهائي       | سجل كأس العالم تحت 17 سنة لكرة القدم النهائي       |          | سجل التصفيات | سجل التصفيات | سجل التصفيات | سجل التصفيات | سجل التصفيات | سجل التصفيات |
| المضيف/السنة                                 | النتيجة                                            | المركز                                             | لعب                                                | فاز                                                | تعادل                                              | خسر                                                | له                                                 | عليه                                               | لعب      | فاز          | تعادل        | خسر          | له           | عليه         |              |
| -------------------------------------------- | -------------------------------------------------- | -------------------------------------------------- | -------------------------------------------------- | -------------------------------------------------- | -------------------------------------------------- | -------------------------------------------------- | -------------------------------------------------- | -------------------------------------------------- | -------- | ------------ | ------------ | ------------ | ------------ | ------------ | ------------ |
| 1985                                         | لم يتأهل                                           | لم يتأهل                                           | لم يتأهل                                           | لم يتأهل                                           | لم يتأهل                                           | لم يتأهل                                           | لم يتأهل                                           | لم يتأهل                                           | N/A      | N/A          | N/A          | N/A          | N/A          | N/A          |              |
| 1987                                         | لم يتأهل                                           | لم يتأهل                                           | لم يتأهل                                           | لم يتأهل                                           | لم يتأهل                                           | لم يتأهل                                           | لم يتأهل                                           | لم يتأهل                                           | 3        | 0            | 0            | 3            | 2            | 8            |              |
| 1989                                         | لم يتأهل                                           | لم يتأهل                                           | لم يتأهل                                           | لم يتأهل                                           | لم يتأهل                                           | لم يتأهل                                           | لم يتأهل                                           | لم يتأهل                                           | 4        | 0            | 1            | 3            | 3            | 5            |              |
| 1991                                         | لم يتأهل                                           | لم يتأهل                                           | لم يتأهل                                           | لم يتأهل                                           | لم يتأهل                                           | لم يتأهل                                           | لم يتأهل                                           | لم يتأهل                                           | 4        | 0            | 2            | 2            | 1            | 8            |              |
| 1993                                         | لم يتأهل                                           | لم يتأهل                                           | لم يتأهل                                           | لم يتأهل                                           | لم يتأهل                                           | لم يتأهل                                           | لم يتأهل                                           | لم يتأهل                                           | 3        | 2            | 0            | 1            | 3            | 5            |              |
| 1995                                         | لم يتأهل                                           | لم يتأهل                                           | لم يتأهل                                           | لم يتأهل                                           | لم يتأهل                                           | لم يتأهل                                           | لم يتأهل                                           | لم يتأهل                                           | N/A      | N/A          | N/A          | N/A          | N/A          | N/A          |              |
| 1997                                         | لم يتأهل                                           | لم يتأهل                                           | لم يتأهل                                           | لم يتأهل                                           | لم يتأهل                                           | لم يتأهل                                           | لم يتأهل                                           | لم يتأهل                                           | N/A      | N/A          | N/A          | N/A          | N/A          | N/A          |              |
| 1999                                         | لم يتأهل                                           | لم يتأهل                                           | لم يتأهل                                           | لم يتأهل                                           | لم يتأهل                                           | لم يتأهل                                           | لم يتأهل                                           | لم يتأهل                                           | 3        | 1            | 1            | 1            | 8            | 8            |              |
| 2001                                         | لم يتأهل                                           | لم يتأهل                                           | لم يتأهل                                           | لم يتأهل                                           | لم يتأهل                                           | لم يتأهل                                           | لم يتأهل                                           | لم يتأهل                                           | 3        | 2            | 0            | 1            | 15           | 16           |              |
| 2003                                         | لم يتأهل                                           | لم يتأهل                                           | لم يتأهل                                           | لم يتأهل                                           | لم يتأهل                                           | لم يتأهل                                           | لم يتأهل                                           | لم يتأهل                                           | 2        | 0            | 2            | 0            | 2            | 2            |              |
| 2005                                         | لم يتأهل                                           | لم يتأهل                                           | لم يتأهل                                           | لم يتأهل                                           | لم يتأهل                                           | لم يتأهل                                           | لم يتأهل                                           | لم يتأهل                                           | 2        | 0            | 1            | 1            | 2            | 4            |              |
| 2007                                         | لم يشارك                                           | لم يشارك                                           | لم يشارك                                           | لم يشارك                                           | لم يشارك                                           | لم يشارك                                           | لم يشارك                                           | لم يشارك                                           | لم يشارك | لم يشارك     | لم يشارك     | لم يشارك     | لم يشارك     | لم يشارك     |              |
| 2009                                         | لم يتأهل                                           | لم يتأهل                                           | لم يتأهل                                           | لم يتأهل                                           | لم يتأهل                                           | لم يتأهل                                           | لم يتأهل                                           | لم يتأهل                                           | 8        | 3            | 0            | 5            | 8            | 16           |              |
| 2011                                         | لم يتأهل                                           | لم يتأهل                                           | لم يتأهل                                           | لم يتأهل                                           | لم يتأهل                                           | لم يتأهل                                           | لم يتأهل                                           | لم يتأهل                                           | 7        | 3            | 1            | 3            | 14           | 8            |              |
| 2013                                         | لم يتأهل                                           | لم يتأهل                                           | لم يتأهل                                           | لم يتأهل                                           | لم يتأهل                                           | لم يتأهل                                           | لم يتأهل                                           | لم يتأهل                                           | 5        | 3            | 0            | 2            | 26           | 10           |              |
| 2015                                         | لم يتأهل                                           | لم يتأهل                                           | لم يتأهل                                           | لم يتأهل                                           | لم يتأهل                                           | لم يتأهل                                           | لم يتأهل                                           | لم يتأهل                                           | 3        | 0            | 1            | 2            | 1            | 5            |              |
| 2017                                         | استبعد due to الاتحاد الدولي لكرة القدم suspension | استبعد due to الاتحاد الدولي لكرة القدم suspension | استبعد due to الاتحاد الدولي لكرة القدم suspension | استبعد due to الاتحاد الدولي لكرة القدم suspension | استبعد due to الاتحاد الدولي لكرة القدم suspension | استبعد due to الاتحاد الدولي لكرة القدم suspension | استبعد due to الاتحاد الدولي لكرة القدم suspension | استبعد due to الاتحاد الدولي لكرة القدم suspension | استبعد   | استبعد       | استبعد       | استبعد       | استبعد       | استبعد       |              |
| 2019                                         | لم يتأهل                                           | لم يتأهل                                           | لم يتأهل                                           | لم يتأهل                                           | لم يتأهل                                           | لم يتأهل                                           | لم يتأهل                                           | لم يتأهل                                           | 8        | 5            | 2            | 1            | 30           | 5            |              |
| الاجمالي                                     | 0/18                                               | –                                                  | 0                                                  | 0                                                  | 0                                                  | 0                                                  | 0                                                  | 0                                                  |          | 52           | 19           | 11           | 25           | 115          | 100          |

### بطولة آسيا للناشئين تحت 16 عاما
| سجل بطولة آسيا للناشئين تحت 16 عاما النهائي | سجل بطولة آسيا للناشئين تحت 16 عاما النهائي        | سجل بطولة آسيا للناشئين تحت 16 عاما النهائي        | سجل بطولة آسيا للناشئين تحت 16 عاما النهائي        | سجل بطولة آسيا للناشئين تحت 16 عاما النهائي        | سجل بطولة آسيا للناشئين تحت 16 عاما النهائي        | سجل بطولة آسيا للناشئين تحت 16 عاما النهائي        | سجل بطولة آسيا للناشئين تحت 16 عاما النهائي        | سجل بطولة آسيا للناشئين تحت 16 عاما النهائي        |          | سجل التصفيات | سجل التصفيات | سجل التصفيات | سجل التصفيات | سجل التصفيات | سجل التصفيات |
| المضيف/السنة                                | النتيجة                                            | المركز                                             | لعب                                                | فاز                                                | تعادل                                              | خسر                                                | له                                                 | عليه                                               | لعب      | فاز          | تعادل        | خسر          | له           | عليه         |              |
| ------------------------------------------- | -------------------------------------------------- | -------------------------------------------------- | -------------------------------------------------- | -------------------------------------------------- | -------------------------------------------------- | -------------------------------------------------- | -------------------------------------------------- | -------------------------------------------------- | -------- | ------------ | ------------ | ------------ | ------------ | ------------ | ------------ |
| 1985                                        | لم يشارك                                           | لم يشارك                                           | لم يشارك                                           | لم يشارك                                           | لم يشارك                                           | لم يشارك                                           | لم يشارك                                           | لم يشارك                                           | لم يشارك | لم يشارك     | لم يشارك     | لم يشارك     | لم يشارك     | لم يشارك     | لم يشارك     |
| 1986                                        | مرحلة المجموعات                                    | الثامن                                             | 3                                                  | 0                                                  | 0                                                  | 3                                                  | 2                                                  | 8                                                  | N/A      | N/A          | N/A          | N/A          | N/A          | N/A          |              |
| 1988                                        | مرحلة المجموعات                                    | العاشر                                             | 4                                                  | 0                                                  | 1                                                  | 3                                                  | 3                                                  | 15                                                 | N/A      | N/A          | N/A          | N/A          | N/A          | N/A          |              |
| 1990                                        | المركز الرابع                                      | الرابع                                             | 4                                                  | 0                                                  | 2                                                  | 2                                                  | 1                                                  | 8                                                  | N/A      | N/A          | N/A          | N/A          | N/A          | N/A          |              |
| 1992                                        | لم يتأهل                                           | لم يتأهل                                           | لم يتأهل                                           | لم يتأهل                                           | لم يتأهل                                           | لم يتأهل                                           | لم يتأهل                                           | لم يتأهل                                           | 3        | 2            | 0            | 1            | 3            | 5            |              |
| 1994                                        | لم يتأهل                                           | لم يتأهل                                           | لم يتأهل                                           | لم يتأهل                                           | لم يتأهل                                           | لم يتأهل                                           | لم يتأهل                                           | لم يتأهل                                           | N/A      | N/A          | N/A          | N/A          | N/A          | N/A          |              |
| 1996                                        | لم يتأهل                                           | لم يتأهل                                           | لم يتأهل                                           | لم يتأهل                                           | لم يتأهل                                           | لم يتأهل                                           | لم يتأهل                                           | لم يتأهل                                           | N/A      | N/A          | N/A          | N/A          | N/A          | N/A          |              |
| 1998                                        | لم يتأهل                                           | لم يتأهل                                           | لم يتأهل                                           | لم يتأهل                                           | لم يتأهل                                           | لم يتأهل                                           | لم يتأهل                                           | لم يتأهل                                           | 3        | 1            | 1            | 1            | 8            | 8            |              |
| 2000                                        | لم يتأهل                                           | لم يتأهل                                           | لم يتأهل                                           | لم يتأهل                                           | لم يتأهل                                           | لم يتأهل                                           | لم يتأهل                                           | لم يتأهل                                           | 3        | 2            | 0            | 1            | 15           | 16           |              |
| 2002                                        | لم يتأهل                                           | لم يتأهل                                           | لم يتأهل                                           | لم يتأهل                                           | لم يتأهل                                           | لم يتأهل                                           | لم يتأهل                                           | لم يتأهل                                           | 2        | 0            | 2            | 0            | 2            | 2            |              |
| 2004                                        | لم يتأهل                                           | لم يتأهل                                           | لم يتأهل                                           | لم يتأهل                                           | لم يتأهل                                           | لم يتأهل                                           | لم يتأهل                                           | لم يتأهل                                           | 2        | 0            | 1            | 1            | 2            | 4            |              |
| 2006                                        | لم يشارك                                           | لم يشارك                                           | لم يشارك                                           | لم يشارك                                           | لم يشارك                                           | لم يشارك                                           | لم يشارك                                           | لم يشارك                                           | لم يشارك | لم يشارك     | لم يشارك     | لم يشارك     | لم يشارك     | لم يشارك     |              |
| 2008                                        | مرحلة المجموعات                                    | الرابع عشر                                         | 3                                                  | 0                                                  | 0                                                  | 3                                                  | 1                                                  | 12                                                 | 5        | 3            | 0            | 2            | 7            | 4            |              |
| 2010                                        | مرحلة المجموعات                                    | الحادي عشر                                         | 3                                                  | 1                                                  | 0                                                  | 2                                                  | 4                                                  | 5                                                  | 4        | 2            | 1            | 1            | 10           | 3            |              |
| 2012                                        | لم يتأهل                                           | لم يتأهل                                           | لم يتأهل                                           | لم يتأهل                                           | لم يتأهل                                           | لم يتأهل                                           | لم يتأهل                                           | لم يتأهل                                           | 5        | 3            | 0            | 2            | 26           | 10           |              |
| 2014                                        | لم يتأهل                                           | لم يتأهل                                           | لم يتأهل                                           | لم يتأهل                                           | لم يتأهل                                           | لم يتأهل                                           | لم يتأهل                                           | لم يتأهل                                           | 3        | 0            | 1            | 2            | 1            | 5            |              |
| 2016                                        | استبعد due to الاتحاد الدولي لكرة القدم suspension | استبعد due to الاتحاد الدولي لكرة القدم suspension | استبعد due to الاتحاد الدولي لكرة القدم suspension | استبعد due to الاتحاد الدولي لكرة القدم suspension | استبعد due to الاتحاد الدولي لكرة القدم suspension | استبعد due to الاتحاد الدولي لكرة القدم suspension | استبعد due to الاتحاد الدولي لكرة القدم suspension | استبعد due to الاتحاد الدولي لكرة القدم suspension | استبعد   | استبعد       | استبعد       | استبعد       | استبعد       | استبعد       |              |
| 2018                                        | ربع النهائي                                        | السادس                                             | 4                                                  | 1                                                  | 2                                                  | 1                                                  | 5                                                  | 4                                                  | 4        | 4            | 0            | 0            | 25           | 1            |              |
| 2020                                        | سوف يتم تحديدها                                    |                                                    |                                                    |                                                    |                                                    |                                                    |                                                    |                                                    |          |              |              |              |              |              |              |
| الاجمالي                                    | Best: Fourth Place                                 | 6/18                                               | 21                                                 | 2                                                  | 5                                                  | 14                                                 | 16                                                 | 52                                                 |          | 34           | 17           | 6            | 11           | 99           | 58           |

| First Match    | إندونيسيا 1–5 السعودية · (15 نوفمبر 1986; الدوحة، قطر)           |
| Biggest Win    | إندونيسيا 4–1 طاجيكستان · (26 أكتوبر 2010; طشقند، أوزبكستان)     |
| Biggest Defeat | إندونيسيا 0–9 كوريا الجنوبية · (6 أكتوبر 2008; طشقند، أوزبكستان) |
| Best Result    | المركز الرابع at the 1990                                        |
| Worst Result   | مرحلة المجموعات at the 1986، 1988، 2008 و2010                    |

### بطولة آسيان تحت 16 سنة لكرة القدم
| سجل بطولة آسيان تحت 16 سنة لكرة القدم | سجل بطولة آسيان تحت 16 سنة لكرة القدم              | سجل بطولة آسيان تحت 16 سنة لكرة القدم              | سجل بطولة آسيان تحت 16 سنة لكرة القدم              | سجل بطولة آسيان تحت 16 سنة لكرة القدم              | سجل بطولة آسيان تحت 16 سنة لكرة القدم              | سجل بطولة آسيان تحت 16 سنة لكرة القدم              | سجل بطولة آسيان تحت 16 سنة لكرة القدم              | سجل بطولة آسيان تحت 16 سنة لكرة القدم              |
| المضيف/السنة                          | النتيجة                                            | المركز                                             | لعب                                                | فاز                                                | تعادل                                              | خسر                                                | له                                                 | عليه                                               |
| ------------------------------------- | -------------------------------------------------- | -------------------------------------------------- | -------------------------------------------------- | -------------------------------------------------- | -------------------------------------------------- | -------------------------------------------------- | -------------------------------------------------- | -------------------------------------------------- |
| 2002                                  | المركز الثالث                                      | الثالث                                             | 6                                                  | 3                                                  | 1                                                  | 2                                                  | 9                                                  | 8                                                  |
| 2005                                  | مرحلة المجموعات                                    | السابع                                             | 2                                                  | 0                                                  | 0                                                  | 2                                                  | 3                                                  | 9                                                  |
| 2006                                  | لم يشارك                                           | لم يشارك                                           | لم يشارك                                           | لم يشارك                                           | لم يشارك                                           | لم يشارك                                           | لم يشارك                                           | لم يشارك                                           |
| 2007                                  | المركز الرابع                                      | الرابع                                             | 6                                                  | 2                                                  | 3                                                  | 1                                                  | 8                                                  | 7                                                  |
| 2008 ‏                                 | مرحلة المجموعات                                    | الخامس                                             | 4                                                  | 0                                                  | 1                                                  | 3                                                  | 1                                                  | 11                                                 |
| 2009 ‏                                 | ألغيت                                              | ألغيت                                              | ألغيت                                              | ألغيت                                              | ألغيت                                              | ألغيت                                              | ألغيت                                              | ألغيت                                              |
| 2010                                  | المركز الرابع                                      | الرابع                                             | 4                                                  | 1                                                  | 0                                                  | 3                                                  | 2                                                  | 5                                                  |
| 2011                                  | مرحلة المجموعات                                    | الثامن                                             | 4                                                  | 0                                                  | 2                                                  | 2                                                  | 4                                                  | 8                                                  |
| 2012 ‏                                 | لم يشارك                                           | لم يشارك                                           | لم يشارك                                           | لم يشارك                                           | لم يشارك                                           | لم يشارك                                           | لم يشارك                                           | لم يشارك                                           |
| 2013 ‏                                 | المركز الثاني                                      | الثاني                                             | 6                                                  | 2                                                  | 4                                                  | 0                                                  | 10                                                 | 4                                                  |
| 2014                                  | ألغيت                                              | ألغيت                                              | ألغيت                                              | ألغيت                                              | ألغيت                                              | ألغيت                                              | ألغيت                                              | ألغيت                                              |
| 2015 ‏                                 | استبعد due to الاتحاد الدولي لكرة القدم suspension | استبعد due to الاتحاد الدولي لكرة القدم suspension | استبعد due to الاتحاد الدولي لكرة القدم suspension | استبعد due to الاتحاد الدولي لكرة القدم suspension | استبعد due to الاتحاد الدولي لكرة القدم suspension | استبعد due to الاتحاد الدولي لكرة القدم suspension | استبعد due to الاتحاد الدولي لكرة القدم suspension | استبعد due to الاتحاد الدولي لكرة القدم suspension |
| 2016 ‏                                 | استبعد due to الاتحاد الدولي لكرة القدم suspension | استبعد due to الاتحاد الدولي لكرة القدم suspension | استبعد due to الاتحاد الدولي لكرة القدم suspension | استبعد due to الاتحاد الدولي لكرة القدم suspension | استبعد due to الاتحاد الدولي لكرة القدم suspension | استبعد due to الاتحاد الدولي لكرة القدم suspension | استبعد due to الاتحاد الدولي لكرة القدم suspension | استبعد due to الاتحاد الدولي لكرة القدم suspension |
| 2017                                  | مرحلة المجموعات                                    | التاسع                                             | 5                                                  | 1                                                  | 1                                                  | 3                                                  | 7                                                  | 13                                                 |
| 2018                                  | البطل                                              | الأول                                              | 7                                                  | 6                                                  | 1                                                  | 0                                                  | 23                                                 | 4                                                  |
| 2019                                  | المركز الثالث                                      | الثالث                                             | 7                                                  | 4                                                  | 2                                                  | 1                                                  | 15                                                 | 3                                                  |
| الاجمالي                              | Best: البطل                                        | 7/16                                               | 51                                                 | 19                                                 | 15                                                 | 17                                                 | 82                                                 | 72                                                 |

| First Match    | إندونيسيا 2–1 تايلاند · (19 فبراير 2002; ميدان (سومطرة)، إندونيسيا)                                                         |
| Biggest Win    | إندونيسيا 8–0 الفلبين · (29 يوليو 2018; Sidoarjo، إندونيسيا)                                                                |
| Biggest Defeat | ميانمار 6–0 إندونيسيا · (28 فبراير 2002; كوالالمبور، ماليزيا) · أستراليا 6–0 إندونيسيا · (11 يوليو 2008; جاكرتا، إندونيسيا) |
| Best Result    | البطل at the 2018 |
| Worst Result   | مرحلة المجموعات at the 2005، 2008 ‏، 2011 و2017                                                                              |

### Exhibition Games
| سجل مباريات ودية | سجل مباريات ودية                                        | سجل مباريات ودية | سجل مباريات ودية | سجل مباريات ودية | سجل مباريات ودية | سجل مباريات ودية | سجل مباريات ودية | سجل مباريات ودية | سجل مباريات ودية |
| السنة            | البطولة                                                 | النتيجة          | المركز           | لعب              | فاز              | تعادل            | خسر              | له               | عليه             |
| ---------------- | ------------------------------------------------------- | ---------------- | ---------------- | ---------------- | ---------------- | ---------------- | ---------------- | ---------------- | ---------------- |
| 2012             | HKFA International Youth Football Invitation Tournament | البطل            | الأول            | 3                | 3                | 0                | 0                | 8                | 2                |
| 2017             | Tien Phong Plastic Cup Tournament                       | البطل            | الأول            | 3                | 2                | 1                | 0                | 16               | 2                |
| 2018             | JENESYS Japan-ASEAN U-16 Youth Football Tournament      | البطل            | الأول            | 4                | 4                | 0                | 0                | 14               | 1                |
| 2019             | AFC-UEFA Assisst U-16 Elite Boys Football Tournament    | المركز الثاني    | الثاني           | 3                | 2                | 1                | 0                | 4                | 1                |
| 2019             | Aspire U-16 Four Nations Tournament                     | المركز الثاني    | الثاني           | 3                | 2                | 0                | 1                | 7                | 2                |